# شكل جوردن المخروطي
في الجبر الخطي ، شكل جوردن العادي ، يُعرف أيضًا بشكل جوردن التشريعي  أو JCF ،  هو مصفوفة مثلثية عليا لشكل معين يسمى مصفوفة جوردن، تمثل عامل تشغيل خطي على مساحة متجهة محددة الأبعاد فيما يتعلق ببعض الأسس . تحتوي مثل هذه المصفوفة على كل إدخال خارج قطري غير صفري يساوي 1 ، مباشرة أعلى القطر الرئيسي ، مع إدخالات قطرية متطابقة إلى اليسار وتحتها.
دع V تكون مساحة متجهة على حقل K. يوجد أساس يتعلق بالمصفوفة بالشكل المطلوب إذا كانت جميع القيم الذاتية للمصفوفة موجودة في K ، أو بشكل متساوٍ إذا انقسمت الكثير من الحدود المميزة للعامل إلى عوامل خطية على K.يتم استيفاء هذا الشرط دائمًا إذا كان K مغلقًا جبريًا (على سبيل المثال ، إذا كان حقل الأعداد المركبة). الإدخالات القطرية للنموذج العادي هي القيم الذاتية (المشغل) ، ويطلق على عدد المرات التي تحدث فيها كل قيمة متماثلة القيمة الإجبارية تعدد القيم الذاتية.
إذا تم إعطاء المشغل في الأصل بواسطة مصفوفة مربعة M ، فإن نسقها الطبيعي في الجوردن يسمى أيضًا الشكل العادي من M في الجوردن . أي مصفوفة مربعة لها شكل عادي في الجوردن إذا تم توسيع مجال المعاملات إلى واحد يحتوي على جميع القيم الذاتية للمصفوفة. على الرغم من اسمها ، فإن الشكل الطبيعي لـ M المعطى ليس فريدًا تمامًا ، حيث إنه عبارة عن مصفوفة قطرية مكونة من كتل جوردن ، ترتيبها غير ثابت ؛ من المعتاد تجميع الكتل لنفس القيمة الذاتية معًا ، ولكن لا يتم فرض أي ترتيب بين القيم الذاتية ، ولا بين الكتل الخاصة بقيم محددة ، على الرغم من أنه يمكن على سبيل المثال ترتيب الأخيرة بتقليل الحجم بشكل ضعيف.
إن تحلل Jordan-Chevalley بسيط للغاية فيما يتعلق بالأساس الذي يتخذ المشغل من خلاله شكله الطبيعي في الجوردن. شكل قطري للمصفوفات القطرية ، على سبيل المثال المصفوفات العادية ، هو حالة خاصة من النموذج العادي للجوردن.
تم تسمية النموذج العادي في الجوردن باسم Camille Jordan ، الذي أوضح لأول مرة نظرية تحلل الجوردن في عام 1870.